# Lady Tetley's Decree
Lady Tetley's Decree (lit. em português: Decreto de Lady Tetley) é um filme de drama mudo britânico de 1920, dirigido por Fred Paul e estrelado por Marjorie Hume, Hamilton Stewart e Philip Hewland. A carreira política do homem está ameaçada devido a uma disputa com sua esposa. Foi baseado em uma peça de Sybil Downing.

## Elenco
- Marjorie Hume - Lady Rachel Tetly
- Hamilton Stewart - Sir Oliver Tetley
- Philip Hewland - Robert Trentham
- Basil Langford - Ronald Tetley
- Sydney Lewis Ransome - Lionel Crier
- Bernard Vaughan - Lord Herondale